# Diu (île)
Pour les articles homonymes, voir Diu.
Diu est une île côtière du territoire de Dadra et Nagar Haveli et Daman et Diu sur la côte sud de la péninsule du Kâthiâwar dans le nord-ouest de l'Inde. D'une superficie de 38,8 km2, elle est séparée du continent par un petit bras de mer. Elle fut une colonie portugaise jusqu'en 1961
La ville de Diu, le Fort Diu (en) et l'aéroport de Diu se trouvent sur l'île.

## Histoire

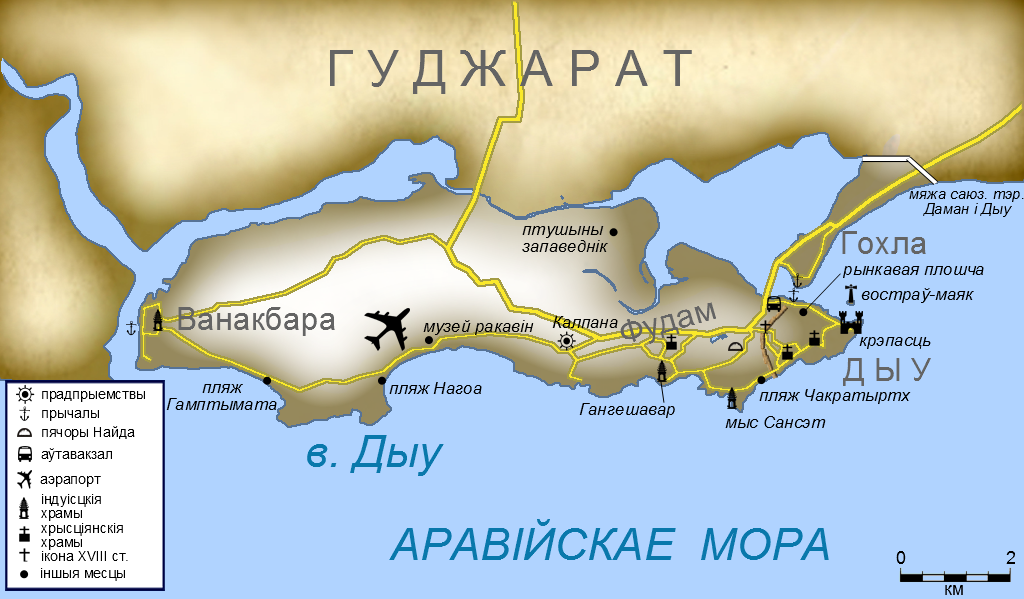
Plan de l'île

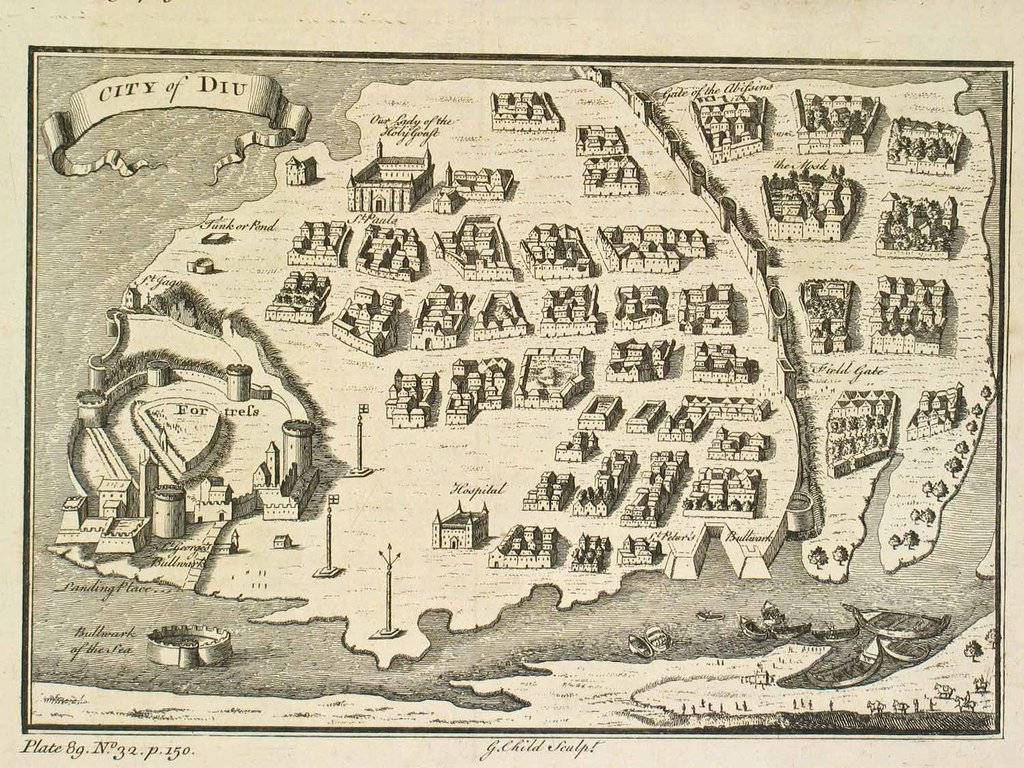
La ville et le fort portugais en 1729

Les Portugais commencent à s'y installer en 1515 mais la colonisation ne fut effective que vingt ans plus tard. En 1670, les arabes de Mascate chassent les Portugais qui ne reprennent l'île qu'en 1717.
L'église Saint-Paul fut construite en 1601 et achevée en 1610. L'église Saint-Thomas qui est aujourd'hui un musée date de 1598.

## Liens externes

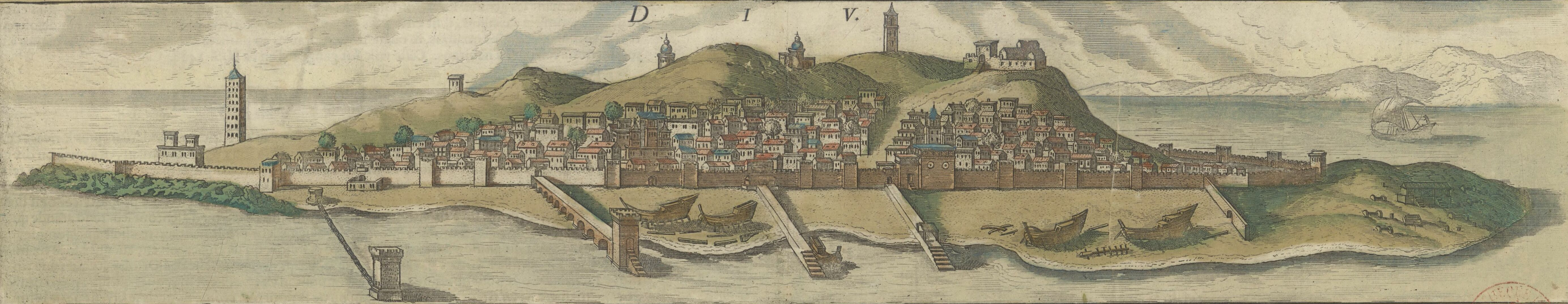
L'île de Diu vers 1582